# Santana (Madeira)
Santana, afkomstig van het Portugese Santa Ana (Sint Anna), is een gemeente in het noorden van het eiland Madeira. Het ligt ten noorden van Funchal, noordwesten van Machico, oosten van São Vicente en noordoosten van Câmara de Lobos.
Santana is bekend om zijn traditionele driehoekige huisjes met strooien daken tot op de grond. In deze huisjes leefden vroeger voornamelijk boeren maar ze worden nu vooral gebruikt voor toeristen. Ook zijn ze te herkennen aan hun witte gevels met rode deuren en ramen omzoomd met een blauwe kader. De strooien daken worden elke 4 tot 5 jaar vernieuwd.
Het hoogste punt van Madeira, de Pico Ruivo, een bergtop van 1.862 m ligt op het grondgebied van Santana.

## Plaatsen in de gemeente
- Arco de São Jorge
- Faial
- Ilha
- Santana
- São Jorge
- São Roque do Faial